# Edward Strutt
Edward Strutt (26 octobre 1801 - 30 juin 1880) est un homme politique du parti libéral britannique. Il est Chancelier du duché de Lancastre de 1852 à 1854 sous lord Aberdeen.

## Éducation
Né à St Helen's House Derby, il est le fils unique de William Strutt, de St Helen's House, Derbyshire, et le petit-fils de Jedediah Strutt. Sa mère est Barbara, fille de Thomas Evans . Il fait ses études au Trinity College, à Cambridge, où il est président de la Cambridge Union en 1821. Il obtient son baccalauréat ès arts en 1823 et est promu à la maîtrise ès arts trois ans plus tard ,. 

## Carrière politique
Il entre à la Chambre des communes en 1830, siégeant comme député de Derby jusqu'en 1848, date à laquelle il est invalidé à la suite d'une pétition ,. Il représente Arundel de 1851 à 1852 , et Nottingham de 1852 à 1856,. Il est commissaire en chef des chemins de fer entre 1846 et 1848  et Chancelier du duché de Lancastre de 1853 à 1854 dans le gouvernement de coalition de Lord Aberdeen ,. Il est admis au Conseil privé en 1846 et, en 1856, est élevé à la pairie sous le titre de baron Belper de Belper, dans le comté de Derby. 
Il occupe également les postes honorifiques de haut-shérif du Nottinghamshire en 1850  et de Lord Lieutenant du Nottinghamshire entre 1864 et 1880, après avoir été lieutenant adjoint ,. En 1860, il est élu membre de la Royal Society  et, entre 1871 et 1879, président du University College de Londres. 

## Famille

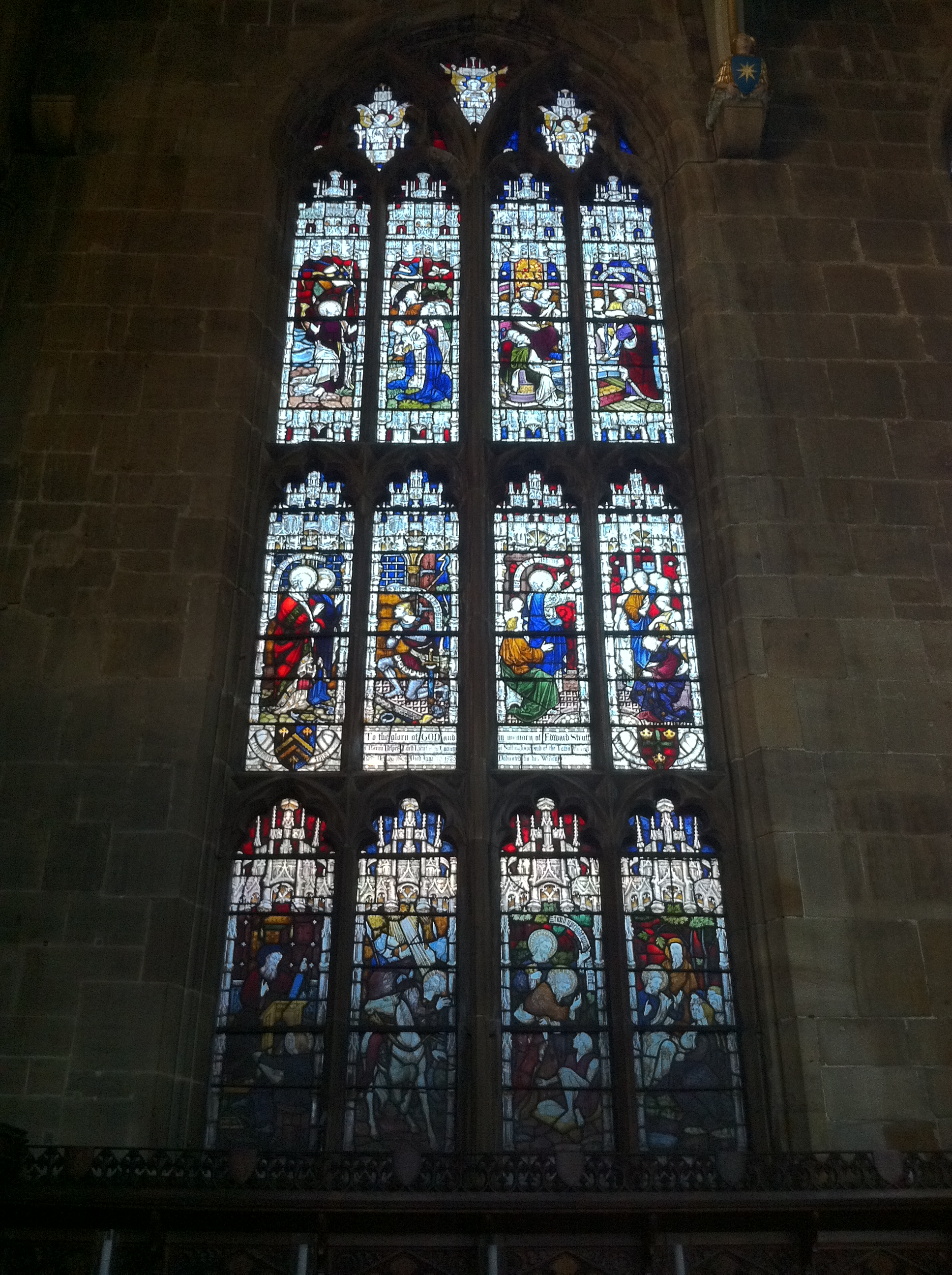
Fenêtre commémorative de Lord Belper dans le chœur de l'église St Mary, à Nottingham. Ses armoiries sont visibles à la lumière de gauche du deuxième étage.

Lord Belper épouse Amelia Harriet Otter, fille du très révérend William Otter, évêque de Chichester, le 28 mars 1837. Ils ont plusieurs enfants.   
- L'hon. Caroline Strutt (décédée le 23 juillet 1926) épouse Sir Kenelm Edward Digby (en), fils de Rev. L'hon. Kenelm Henry Digby et Caroline Sheppard, le 30 août 1870.
- L'hon. Ellen Strutt (décédée le 31 décembre 1940) épouse George Murray Smith le Jeune le 22 octobre 1885.
- L'hon. Sophia Strutt (décédée le 2 décembre 1928) épouse Sir Henry Denis Le Marchant, 2e baronnet, fils de Sir Denis Le Marchant, 1er baronnet, le 7 septembre 1869.
- William Strutt (7 mai 1838 - 19 janvier 1856) décède à Bonn, en Allemagne.
- Henry Strutt (2e baron Belper) (20 mai 1840 - 26 juillet 1914)
- L'hon. Arthur Strutt (3 mars 1842 - 6 février 1877) épouse le 22 avril 1873 Alice Mary Elizabeth Phillipps de Lisle, fille d'Ambrose Phillipps de Lisle et Laura Maria Clifford.

Il construit son siège familial à Kingston Hall, dans le Nottinghamshire et déménage en 1846. 
Lord Belper est décédé à Eaton Square, Belgravia, Londres, en juin 1880, à l'âge de 78 ans. Son deuxième fils aîné, Henry, lui succède . Un vitrail est érigé du côté nord du chœur de l'église Sainte-Marie, à Nottingham, à sa mémoire. Lady Belper est morte en décembre 1890 . 